# Chita Rivera
Dolores Conchita Figueroa del Rivero, mais conhecida como Chita Rivera (Washington, D.C., 23 de janeiro de 1933 – Nova Iorque, 30 de janeiro de 2024) foi uma atriz, dançarina e cantora estadunidense.
Conhecida por sua participação em teatro musical. É a primeira mulher hispânica a receber um Prêmio Kennedy, em dezembro de 2002.

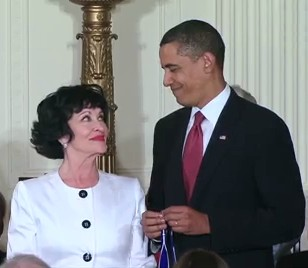
Rivera com o Presidente dos Estados Unidos Barack Obama antes de receber a Medalha Presidencial da Liberdade, agosto de 2009

## Morte
Rivera morreu em 30 de janeiro de 2024, aos 91 anos, em Nova Iorque.

## Peças de teatro
- Call Me Madam (1951; 1952)
- Guys and Dolls (1951) (substituída por Onna White)
- Can-Can (1953; 1988)
- Seventh Heaven (1955)
- The Shoestring Revue (1955)
- Mr. Wonderful (1956)
- Shinbone Alley (1957) (standby for Eartha Kitt)
- West Side Story (1957; 1958)
- Bye Bye Birdie (1960; 1961)
- Zenda (1963)
- Bajour (1964)
- Flower Drum Song (1966)
- The Threepenny Opera (1966)
- Sweet Charity (1967)
- Irma La Douce (1968)
- Zorba (1969; 1970)
- 1491 (1969)
- Sondheim: A Musical Tribute (1973)
- Kiss Me, Kate (1974)
- Chicago (1975; 1977; 1985; 1997; 1999)
- V.I.P. Night on Broadway (1979) (concerto beneficente)
- Bring Back Birdie (1981)
- Anything Goes (1982; 2000)
- Merlin (1983)
- The Rink (1984)
- Jerry's Girls (1985)
- Hello, Dolly! (1990)
- Kiss of the Spider Woman (1992; 1993; 1994)
- Dear World (1998) (workshop)
- The Visit (2001; 2004; 2008; 2011; 2014; 2015)
- Casper: The Friendly Musical (2001)
- Nine (2003)
- Chita Rivera: The Dancer's Life (2005; 2006)
- The Mystery of Edwin Drood (2012)
- Ring Them Bells! A Kander & Ebb Celebration (2013)
- Chita: A Legendary Celebration (2013)
- The Visit (2015)

## Filmografia
- Sweet Charity (1969)
- Sgt. Pepper's Lonely Hearts Club Band (1978)
- He Makes Me Feel Like Dancin' (1983) (documentary)
- Chicago (2002)
- Broadway: The Golden Age, by the Legends Who Were There (2003) (documentary)
- Kalamazoo? (2006)
- Carol Channing: Larger Than Life (2012) (documentary)
- Show Stopper: The Theatrical Life of Garth Drabinsky (2012) (documentary)
- Ben Vereen: Last of the Showmen (2012) (documentary)
- Move (2012) (documentary)

## Televisão
- The Outer Limits episode "The Bellero Shield" (1964)
- The Carol Burnett Show "Show #422" (1971)
- The Marcus-Nelson Murders (1973)
- The New Dick Van Dyke Show (cast member from 1973-1974)
- Once Upon a Brothers Grimm (1977)
- Pippin: His Life and Times (1981)
- One Life to Live (cast member in 1982)
- Mayflower Madam (1987)

### Prêmios
| Ano  | Prêmio                | Categoria                                                  | Obra nomeada                    | Resultado |
| ---- | --------------------- | ---------------------------------------------------------- | ------------------------------- | --------- |
| 1961 | Tony Award            | Best Performance by a Featured Actress in a Musical        | Bye Bye Birdie                  | Indicado  |
| 1976 | Tony Award            | Best Performance by a Leading Actress in a Musical         | Chicago                         | Indicado  |
| 1981 | Tony Award            | Best Performance by a Leading Actress in a Musical         | Bring Back Birdie               | Indicado  |
| 1981 | Drama Desk Award      | Outstanding Actress in a Musical                           | Bring Back Birdie               | Indicado  |
| 1983 | Tony Award            | Best Performance by a Leading Actress in a Musical         | Merlin                          | Indicado  |
| 1984 | Tony Award            | Best Performance by a Leading Actress in a Musical         | The Rink                        | Venceu    |
| 1984 | Drama Desk Award      | Outstanding Actress in a Musical                           | The Rink                        | Venceu    |
| 1986 | Tony Award            | Best Performance by a Featured Actress in a Musical        | Jerry's Girls                   | Indicado  |
| 1993 | Tony Award            | Best Performance by a Featured Actress in a Musical        | Kiss of the Spider Woman        | Venceu    |
| 1993 | Drama Desk Award      | Outstanding Actress in a Musical                           | Kiss of the Spider Woman        | Venceu    |
| 2002 | Kennedy Center Honors | Kennedy Center Honors                                      | Ela própria                     | Venceu    |
| 2003 | Tony Award            | Best Performance by a Featured Actress in a Musical        | Nine                            | Indicado  |
| 2003 | Drama Desk Award      | Outstanding Featured Actress in a Musical                  | Nine                            | Indicado  |
| 2006 | Tony Award            | Best Performance by a Leading Actress in a Musical         | Chita Rivera: The Dancer's Life | Indicado  |
| 2015 | Tony Award            | Best Performance by a Leading Actress in a Musical         | The Visit                       | Indicado  |
| 2015 | Drama Desk Award      | Outstanding Actress in a Musical                           | The Visit                       | Indicado  |
| 2015 | Drama League Award    | Distinguished Performance                                  | The Visit                       | Venceu    |
| 2015 | Theatre World Award   | John Willis Award for Lifetime Achievement in the Theatre. | Ela própria                     | Venceu    |